# Salomão Kaiser
Salomão Kaiser (Niterói, 10 de janeiro de 1917 – 9 de junho de 2013) foi um médico brasileiro.
Graduado em medicina pela Universidade Federal Fluminense (UFF) em 1938. Foi eleito membro da Academia Nacional de Medicina em 1982, sucedendo Aresky Gomes de Amorim na Cadeira 70, que tem Antônio Cardoso Fontes como patrono.